# Brobo
Brobo è una città, sottoprefettura e comune della Costa d'Avorio, situata nel dipartimento di Bouaké. Conta una popolazione di 16 447 abitanti (censimento 2014).